# Сухарев торањ
Сухарев торањ (енгл. Сухарева башня) била је један од симбола Москве, све док је совјетске власти нису срушиле 1934. године. Изграђена је у време руског цара Петра Великог у московском барокном стилу. Са градњом се почело 1692. године, а торањ је у потпуности изграђен 1701. године.

## Историјат
Цар Петар Велики наредио је изградњу куле у знак сећања на свој тријумф над полусестром Софијом Алексејевном 1689. године, када је угушена Стрелетска побуна. Кула је добила име у част Лаврентија Панкратијевича Сухарева, чији су стрелци подржавали Петра Велког. Кула је саграђена од опеке, грађена од 1692. до 1701. године, а главни архитекта био је Михаил Иванович Чоглоков.
Први спрат куле красио је засвођени улаз у град, док су на другом спрату биле стражарнице које су првобитно служиле као касарне за стрељачки пук Сухарева, али су стрелци распуштени крајем 17. века. На трећем спрату налазила се Московска школа математике и навигације. Школа је била део Петровог великог плана да уведе западно образовање у Русији. Године 1701. архитекта Чоглоков је преправио део куле. Гроф Јаков Брус направио је астрономску опсерваторију у кули, прву у Русији. На четвртом спрату куле истицао се сат и државни грб. Атрактивно, типично московско, широко спољно степениште водило је до галерије на првом спрату и окруживало зграду.
Катарина Велика је током владавине дозволила московским трговцима да користе просторије торња за магацине и продавнице. Она је такође наредила изградњу водовода од села Митиши до Москве, који је грађен између 1779. и 1804. године, а завршио се у близини Сухаревог торња. Између 1826. и 1835. године генерал-инжењер Николај Иванович Јаниш поправио је и проширио водоснабдевање у селу Митиши, а у то време на другом спрату куле изграђене су две пумпе и резервоар од ливеног гвожђа који је садржао 5000 галона воде ради побољшања притиска воде. Цеви од куле водиле су до фонтана које су назване Шереметев, а налазиле су се у близини куле.
Око куле се у 19. веку налазио бувљак. Године 1921. совјетске власти претвориле су торањ у Московски општински музеј, који је касније постао Музеј града Москве. Бувљак који се налазио око куле је затворен 1925. године. „Невеста Ивана Велког”, како су Московљани некада називали кулу, срушена је 1934. године по наредби Лазара Кагановича, секретара Московског градског комитета. У том периоду вршена је реконструкција града коју је наредио Јосиф Стаљин, а кула је наводно блокирала развитак града.
Московске власти су неколико пута разматрале изградњу реплике куле, али та одлука никад није донета.